# Aeritalia
L'Aeritalia è stata un'azienda aerospaziale di Torino.

## Storia
Aeritalia viene fondata il 12 novembre 1969 a Napoli, mediante la fusione tra la società a capitale statale Aerfer (discendente diretta della IMAM), la Divisione Aviazione della società privata FIAT e la Salmoiraghi, specializzata in avionica.
L'Aerfer - Industrie Aerospaziali Meridionali, era nata nel 1956 allo scopo di raggruppare le attività aeronautiche del polo aeronautico campano. Raccoglieva l'eredità dell'IMAM (Industrie Meccaniche Aeronautiche Meridionali) le cui origini si ricollegavano alle Officine Ferroviarie Meridionali che già dal 1916 avevano avviato a Napoli le prime produzioni aeronautiche, con la produzione su licenza Fokker, dello storico biplano Romeo Ro.1, sotto la direzione dell'ingegnere progettista Nicola Romeo. Dopo l'ingresso nel gruppo Finmeccanica (oggi Leonardo) alla fine degli anni Cinquanta, l'Aerfer si era specializzata nel segmento delle aerostrutture e delle revisioni in qualità di fornitore della Fiat Aviazione. La Divisione Aviazione della FIAT era, nel 1969, il maggiore polo aeronautico privato italiano e anch'essa vantava una lunga tradizione, risalente alla fondazione a Torino, nel 1916, della Società Italiana Aviazione nella quale la FIAT aveva fatto confluire tutte le proprie attività aeronautiche e che avrebbe fatto in seguito da polo di aggregazione di altri storici costruttori aeronautici operanti nell'area torinese (come la Fabbrica Aeroplani Ing. O. Pomilio fondata nel 1916, le attività aeronautiche dell'Ansaldo e Avio, attiva nei motori aeronautici dal 1908). FIAT portava in dote diversi programmi aeronautici, come il caccia F-104S e il caccia tattico leggero G-91, oltre a una serie di avviate collaborazioni ai primi programmi spaziali europei: volo umano nello spazio, satelliti scientifici e per telecomunicazioni. La Salmoiraghi, infine, era un'azienda di Milano che faceva parte del gruppo Finmeccanica sin dalla sua costituzione, anche se la sua origine risaliva al 1864 quando aveva iniziato la produzione di strumentazione ottica e di misura, allargando in seguito l'attività alla produzione di strumentazioni aeronautiche e di equipaggiamenti elettromeccanici e ottici.
Nel 1976 diventa proprietà dello Stato, con assegnazione del capitale a Finmeccanica (Gruppo IRI).
Nel 1979 diventa Aeritalia Società Aerospaziale Italiana per Azioni. Nel 1990 il gruppo decide di fondere Aeritalia con Selenia, dando vita alla società Alenia Aeronautica.
L'industria, per molti anni la più importante italiana nel campo aerospaziale, era impegnata nella progettazione e costruzione di aerei civili e militari, di velivoli senza pilota, di motori aeronautici,  di sistemi elettronici, di satelliti ed in altri progetti destinati all'esplorazione spaziale.
Ha prodotto aerei, come il caccia G-91 o il trasporto tattico G.222, che sono stati per molti anni la spina dorsale dell'Aeronautica Militare Italiana. Il progetto del G.222 fu talmente valido, che negli anni la Alenia Aeronautica ne ha prodotto una versione, il C-27A e come Alenia Aermacchi l'ultimo C-27J che presenta sostanziali miglioramenti nell'avionica e nei motori, ma la cui cellula è praticamente la stessa del G.222.
Ha collaborato a progetti importanti come il Boeing 767, il McDonnell Douglas MD-80, il McDonnell Douglas MD-11, il cacciabombardiere Panavia Tornado (MRCA), l'aereo da attacco AMX ed in EUROFIGHTER al progetto Typhoon, oltre a contribuire al progetto dei veicolo spaziale abitato Columbus e del Satellite Tethered, progetto di grande complessità in cooperazione con la NASA.
Ha sviluppato, in consorzio con la SNIA BPD, la bomba a grappolo Skyshark.

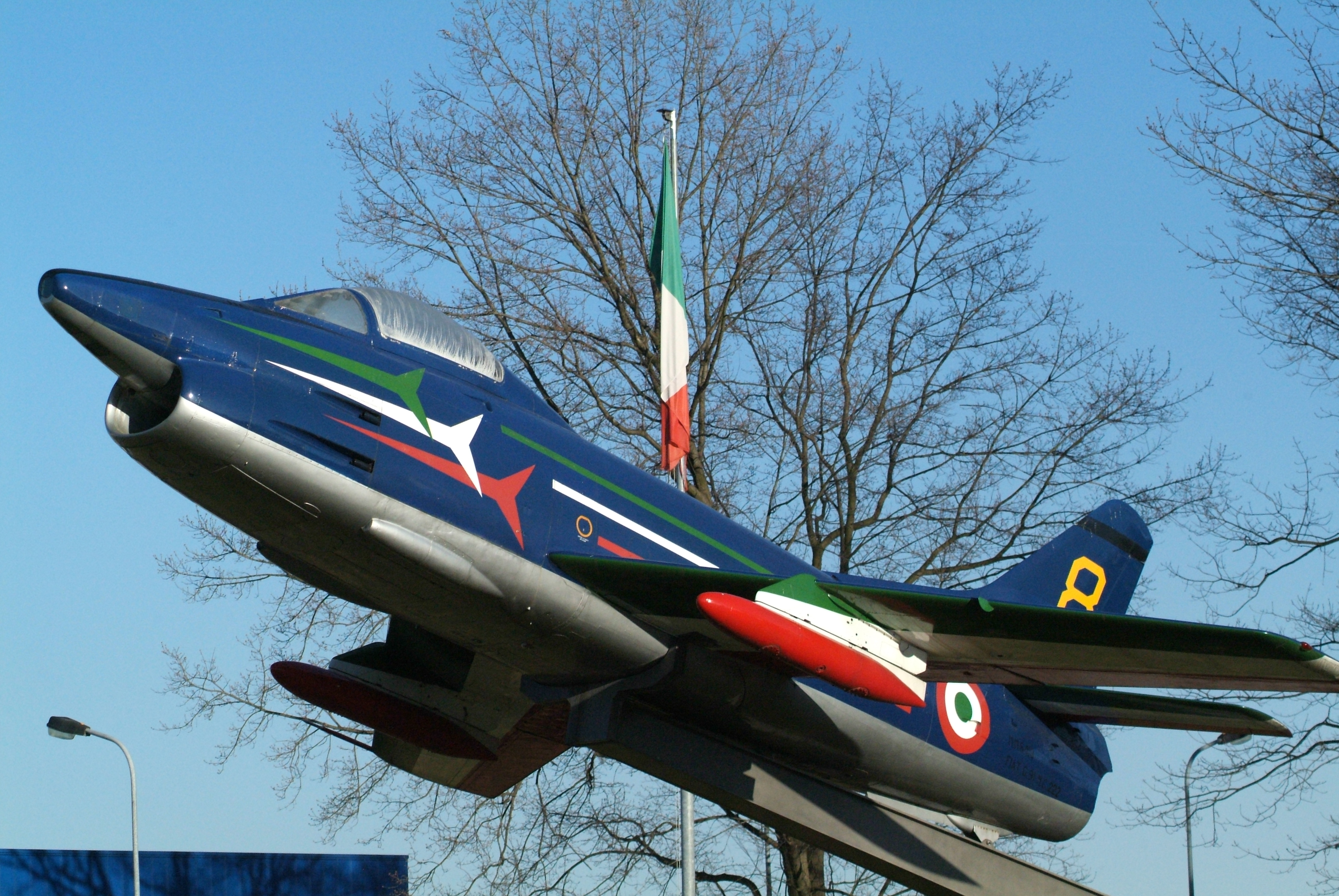
Aeritalia G-91R
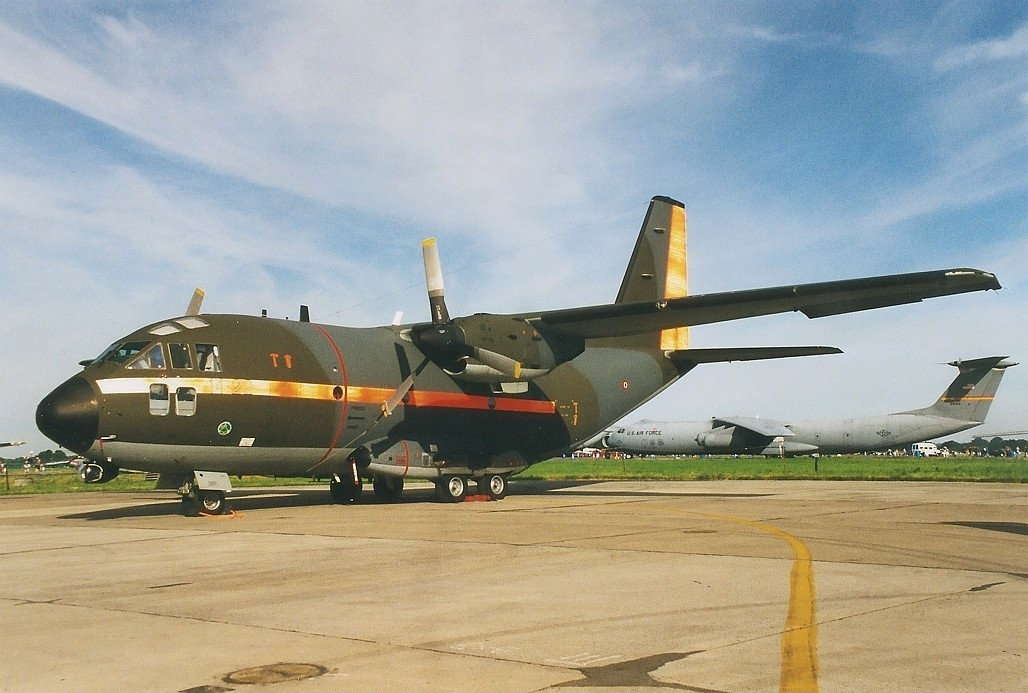
G222 RM
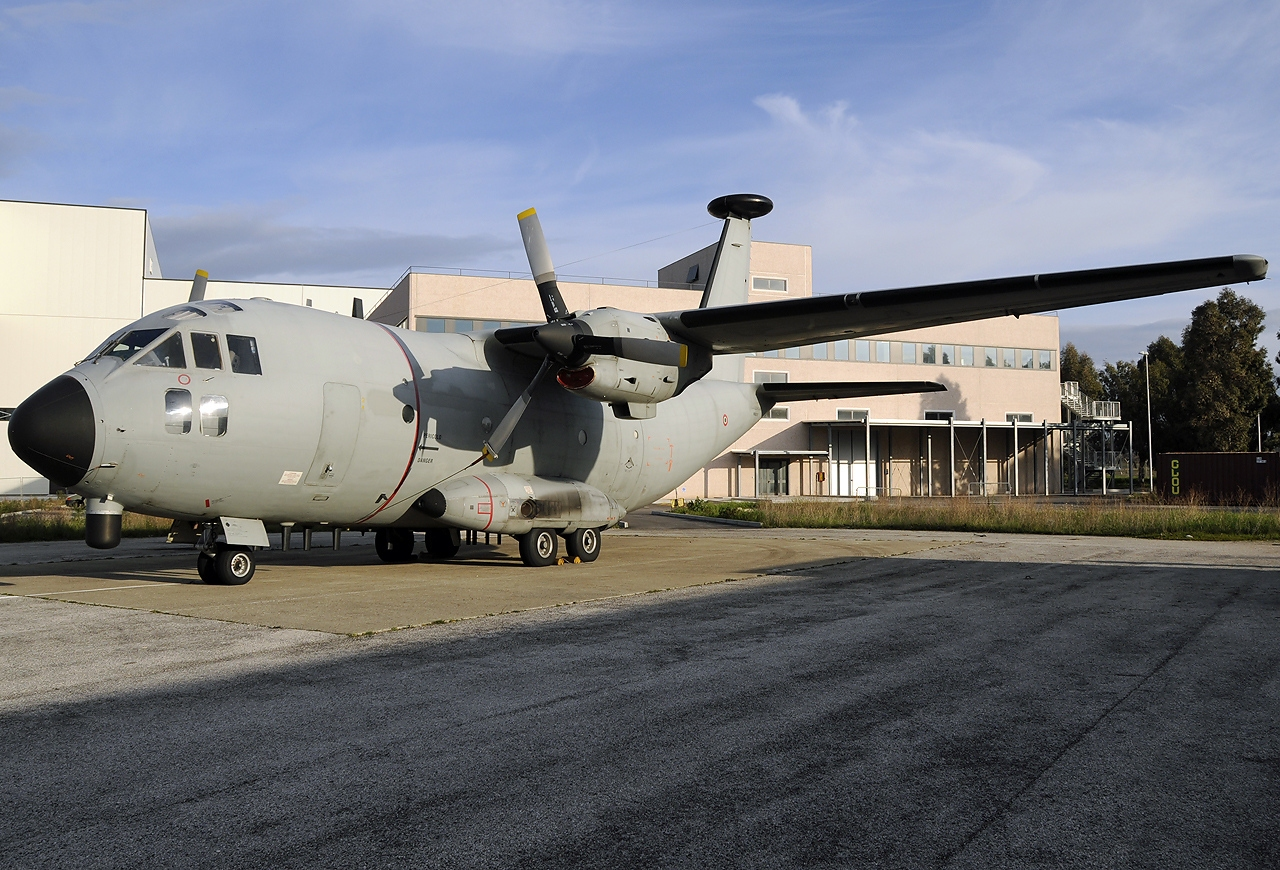
G222 VS
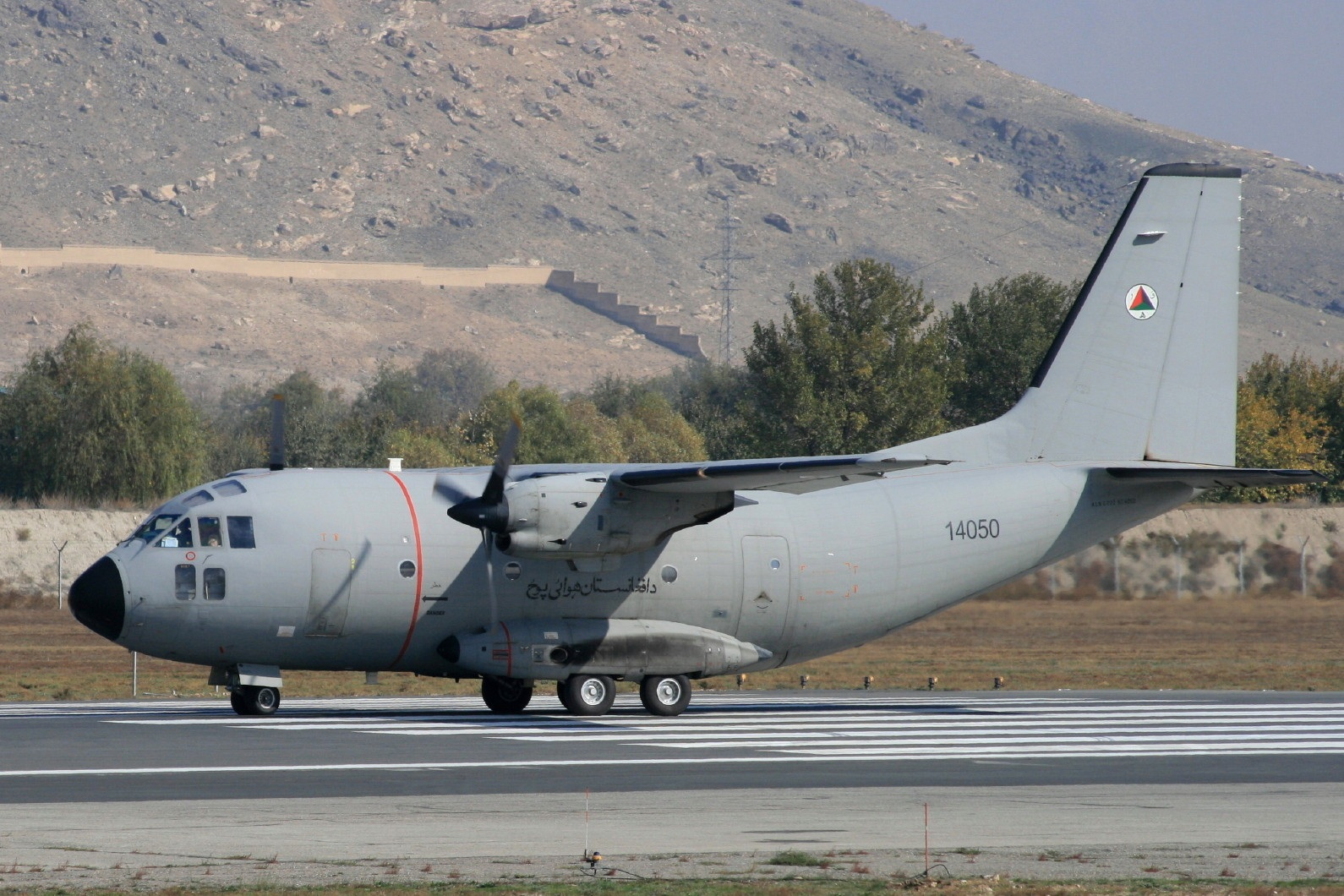
Alenia C-27A Spartan
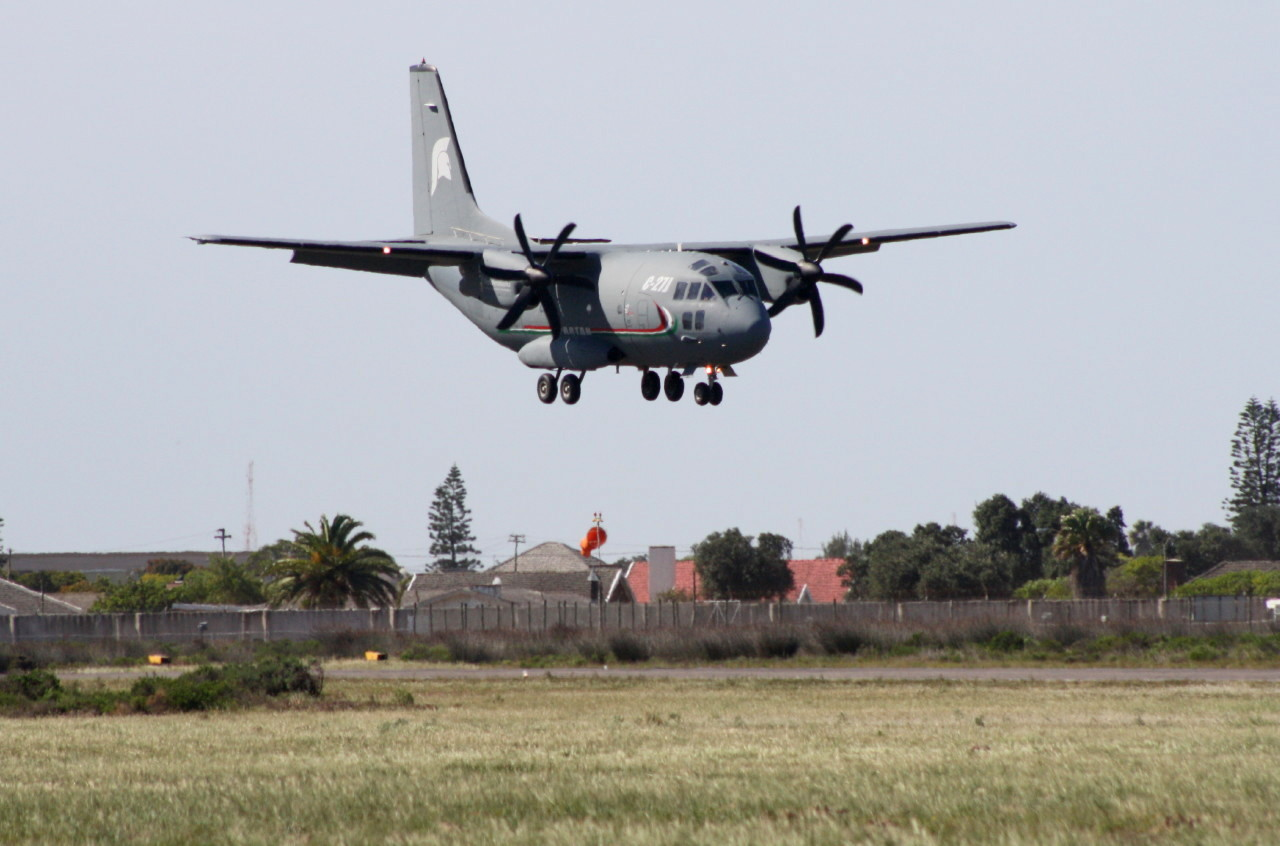
C-27J
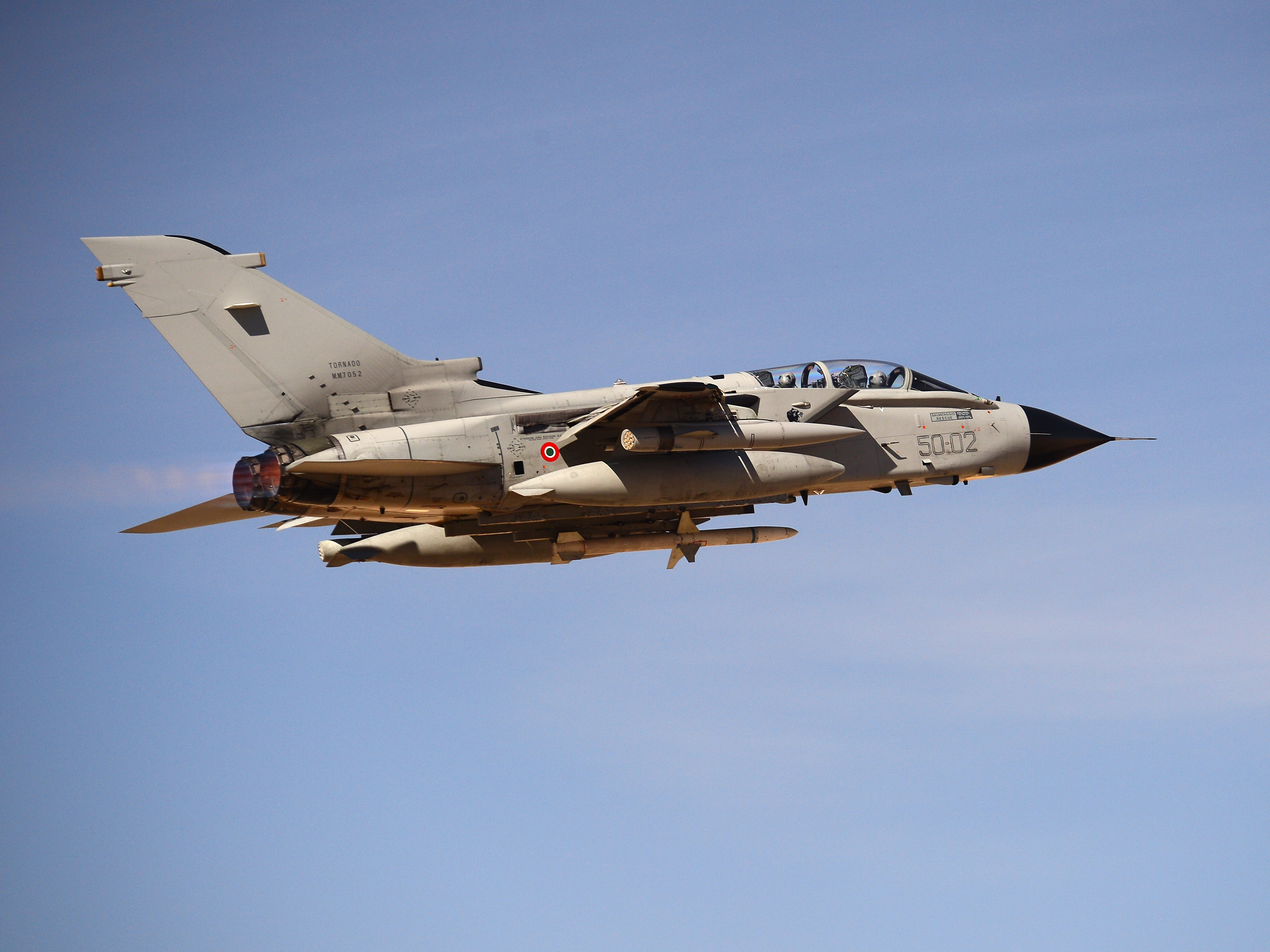
Tornado ECR
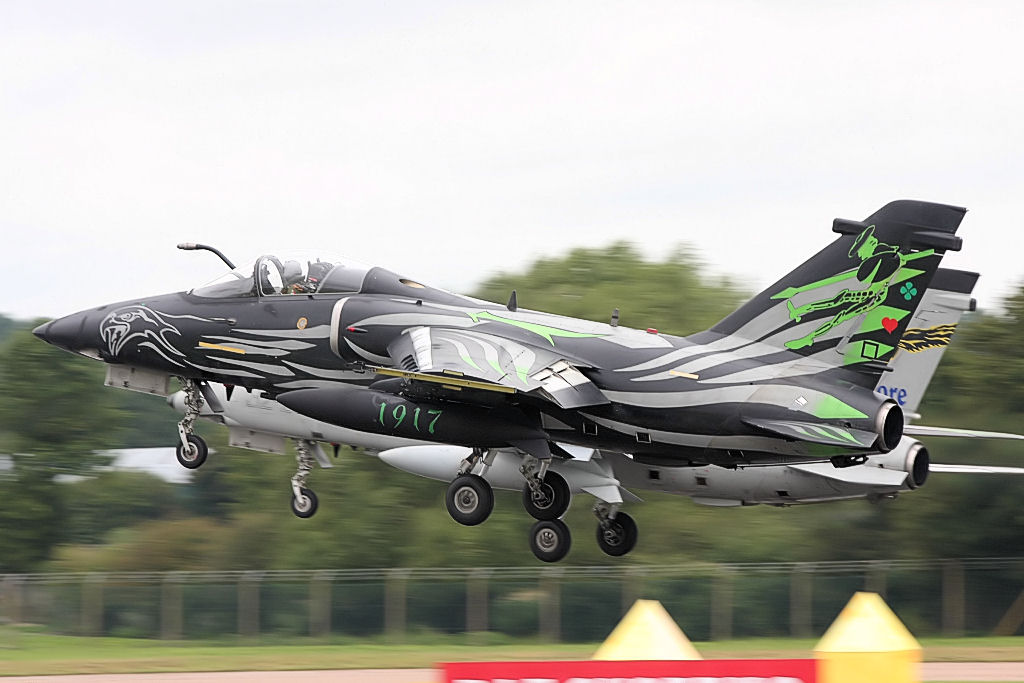
AMX

Negli anni '80 viene lanciato il progetto Tethered per realizzare un satellite collegato alla centrale spaziale con un filo di 100 chilometri. Il programma era stato elaborato da Aeritalia, dalla NASA e dall'americana Martin Marietta.

## Aerei prodotti
- Aeritalia G-91
- Aeritalia G-91Y
- Aeritalia G.222
- MultiRoleCombactAircraft (TORNADO)
- AMX
- EF-2000
- Aeritalia/Aermacchi AM 3 C.[7]

## Studi non realizzati
- Aeritalia AIT-320